# La brigada malgastadora

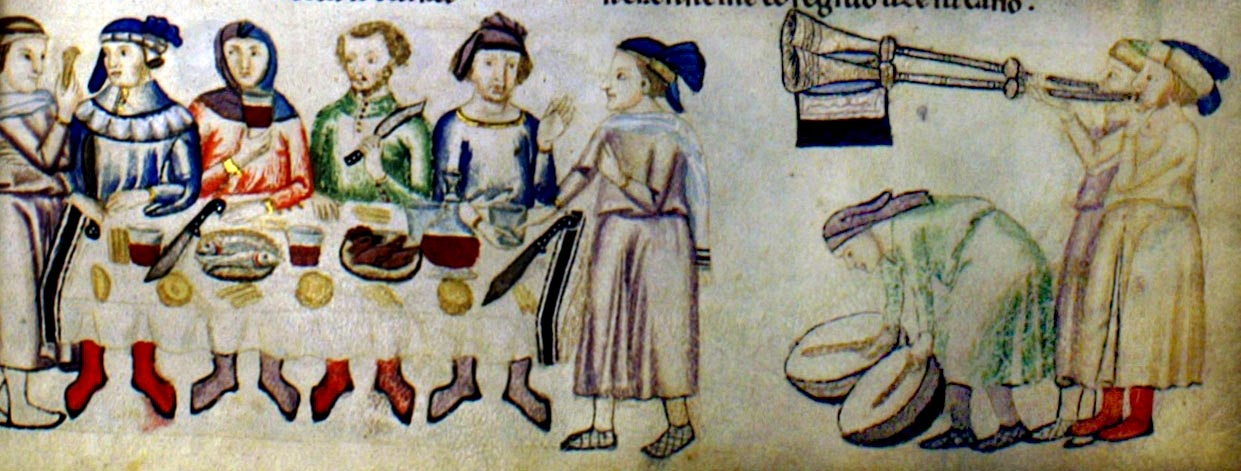
Codex Altonensis: La brigada malgastadora (s. XIV-XV)

La brigada malgastadora (o gaudidora) era una companyia de joves rics i malgastadors que va florir a Siena a la segona meitat del segle xiii. Aquesta associació d'amics malbaratadors de temps (ganduls), és citada per alguns poetes entre els quals Dante, Guido Cavalcanti, i Boccaccio, que els dedica la novel·la novena de la sexta jornada del Decameró
Eren dotze joves procedents de les famílies més nobles i riques de Siena que van reunir les seves fortunes i es van lliurar a la bona vida i a les despeses boges: Benvenuto da Imola explica que en dos anys van gastar 216.000 florins, una xifra que relacionada simplement amb el valor en or del florí correspon a una suma actual entre dotze i quinze milions d'euros.
Sembla que haurien redactat fins i tot un estatut en què van apuntar com a objectiu la fi dels seus diners i que, un cop arribats a aquest punt, es van desfer com a grup. La casa on van tenir la seu va ser anomenada "la Consuma" i és un edifici que encara existeix avui a la via Garibaldi de Siena.
Entre els joves d'aquesta brigada alguns hi inclouen els personatges esmentats per Dante al Cant XXIX de l'Infern com Stricca i Niccolò dels Salimbeni, Niccolò dels Bonsignori, Bartolomeo dei Folcacchieri anomenat  "l'Enlluernat", Caccianemico d'Asciano i aquell Lano de Siena ja citat entre els malbaratadors al cant tretzè de l'Infern (Inf. XIII, 120-121).
Diu el Cant XXIX:
"Llavors l'altre leprós, que em va sentir,
respongué al que jo havia dit: «Excepte
Stricca que va saber gastar tan poc,
i Niccolò que descobrí el costum,
propi de rics d'usar clavell d'espècia,
en l'hort on una tal llavor germina;
i excepte aquella quadrilleta amb qui
Caccia d'Ascian perdé el bosc i la vinya,
i demostra el seu seny l'Enlluernat»".
(Infern Cant XXIX. vv. 124-132)
Aquest Niccolò va ser el primer a inventar-se posar clau i altres espècies en els faisans, etc. i aquella manera luxosa de cuinar es deia el costum ric, és a dir la moda dels rics. A Siena, per tant, com en un mal jardí, aquesta llavor de luxe ruïnós va créixer i va estendre els seus brots per tot arreu.
A part de la interpretació de Rossetti, Sermonti en planteja una d'alternativa: El clau d'espècia en l'època era d'un ús arrelat i corrent en les menges rostides a foc lent. La costosa extravagància de Niccolò possiblement consistia a rostir els faisans i els capons sobre brases de clau d'espècia, substància gravada en l'època per elevats aranzels.
El poeta Folgóre, de San Gimignano, va cantar d'una brigada noble i malgastadora però d'un moment cronològic diferent que no és compatible amb la de Dante: cosa que indicaria que potser a Siena, aleshores al cim de la seva riquesa i poder, i també a Florència i en altres ciutats de la Toscana, de brigades com aquesta podia haver-n'hi fins i tot dos o més.